# Oluklu, Karamürsel
Oluklu là một xã thuộc huyện Karamürsel, tỉnh Kocaeli, Thổ Nhĩ Kỳ. Dân số thời điểm năm 2010 là 256 người.